# Трифосфид палладия
Трифосфи́д палла́дия — бинарное неорганическое соединение
палладия и фосфора
с формулой PdP3,
кристаллы.

## Получение
- Сплавление стехиометрических количеств чистых веществ:

{\displaystyle {\mathsf {Pd+3P\ {\xrightarrow {1100^{o}C}}\ PdP_{3}}}}

## Физические свойства
Трифосфид палладия образует кристаллы
кубической сингонии,
пространственная группа I m3,
параметры ячейки a = 0,7705 нм, Z = 8.